# سعد الحريري
سعد الدين رفيق بهاء الدين الحريري (18 أبريل 1970) سياسي ورجل أعمال لبناني سعودي. كان رئيس الحكومة اللبنانية المكلّف منذ 22 أكتوبر 2020  حتى اعتذاره في 19 يوليو 2021.

هو ابن رفيق الحريري رئيس وزراء لبنان الأسبق ووريثه سياسيًا من زوجته الأولى العراقية نضال بستاني. ولد في الرياض حيث كان والده رفيق الحريري يعمل هناك، وقد حصل والده والعائلة على الجنسية السعودية في عام 1978 بعد أن هاجروا إليها في نهاية ستينيات القرن العشرين. يتولى رئاسة تيار المستقبل. يحمل إلى جانب جنسيته اللبنانية، الجنسية السعودية.

## حياته العملية والسياسية
- حاصل على شهادة في إدارة الأعمال من جامعة جورج تاون في واشنطن.[14]
- عمل في الفترة من عام 1994 إلى عام 1998 شغل منصب المدير التنفيذي «لشركة سعودي أوجيه»[15]، ويشغل حاليًا منصب المدير العام فيها، كما أنه يرأس اللجنة التنفيذية «لشركة أوجيه-تلكوم»، كما أنه رئيس مجلس إدارة الشركة القابضة «أمنية هولدنغز»، وعضو في مجلس إدارة شركات «أوجيه الدولية» و«مؤسسة الأعمال الدولية» و«بنك الاستثمار السعودي» و«مجموعة الأبحاث والتسويق السعودية» و«تلفزيون المستقبل».
- صنفته مجلة فوربس سنة 2007 ضمن لائحة أغنى أغنياء العالم بثروة قدرتها ب2.3 مليار دولار.[7]
- دخل إلى السياسة بعد اغتيال والده رفيق الحريري في عام 2005 حيث ورث والده سياسيًا وشكَّل ما يعرف باسم تحالف 14 آذار مع رئيس الحزب التقدمي الإشتراكي وليد جنبلاط والرئيس التنفيذي للقوات اللبنانية سمير جعجع وهو التحالف الذي قاد إلى ما عرف باسم ثورة الأرز التي كان من نتائجها خروج الجيش السوري من لبنان. وتلا ذلك انتخابه نائبًا في مجلس النواب اللبناني لدورة عام 2005 عن مقعد السنة في دائرة بيروت الأولى والذي كان يشغله والده في الدورات السابقة، واستطاع أن يحصل على أكبر كتلة نيابية في هذه الدورة. وأُعيد انتخابه لدورة البرلمان لعام 2009 على المقعد المخصص للسنة بدائرة بيروت الثالثة، واستطاع مع حلفائه في تحالف 14 آذار من الحصول على الأكثرية النيابية لدورة نيابية جديدة.

### حرب لبنان 2006
وفقًا لوثائق ويكيليكس، اجتمع الحريري مع السفير جفري فيلتمان في 20 أغسطس أثناء حرب لبنان 2006، وانتقد خلاله قائد الجيش ميشال سليمان بسبب تصرّفه بخضوع تجاه حزب الله إثر بيان أصدره تأييدًا لهم، واتصّل برئيس مجلس النواب نبيه بري طالبًا منّه نقل الضباط الشيعة من محطة الشحن في مطار بيروت الدولي مدعيًا أن الأمم المتحدة تريد ذلك، كما أعلمه أنّه مستعد «لضرب حزب الله وإسقاطه» إذا ما حصل على الفرصة.

### رئاسته الحكومة الأولى

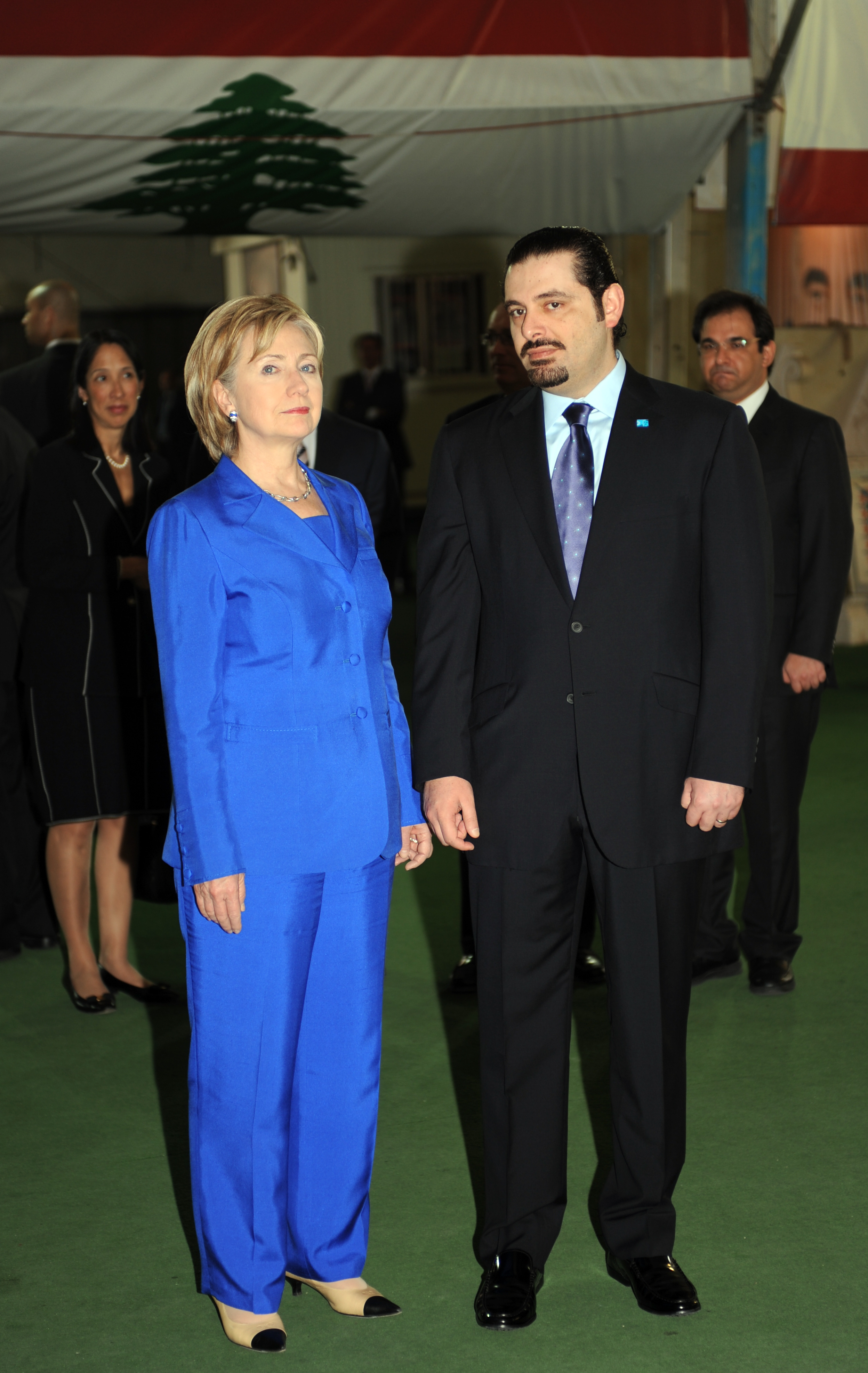
وزيرة الخارجية الأميركية هيلاري كلينتون مع سعد الدين الحريري أثناء زيارة ضريح رفيق الحريري عام 2009

في 27 يونيو 2009 كلّفه الرئيس اللبناني ميشال سليمان بتشكيل الحكومة الأولى له وذلك بعد الانتخابات وعقب الاستشارات النيابية وتسميته من قبل 86 نائباً هم نواب تحالف 14 آذار ال71 ونواب حركة أمل ونائبا حزب الطاشناق. وفي 7 سبتمبر وبعد شهرين ونصف من تكليفه بتشكيل الحكومة قدم إلى رئيس الجمهورية ميشال سليمان تصوراً لتشكيل الحكومة، إلا أن المعارضة رفضت هذه التشكيلة. وفي 10 سبتمبر أعلن بعد لقائه رئيس الجمهورية عن اعتذاره عن تشكيل الحكومة.
وفي 16 سبتمبر أعاد رئيس الجمهورية تكليفه بتشكيل الحكومة بعدما أعادت أكثرية نواب المجلس تسميته لرئاسة الحكومة بالاستشارات النيابية، فقد سمّاه نواب تحالف 14 آذار ال71 ونائبا حزب الطاشناق وحصل بذلك على 73 صوتاً. وبعد حوارات ومناقشات ومفاوضات شاقة استطاع أن يعلن عن تشكيل حكومته الأولى بتاريخ 9 نوفمبر 2009.
واجهت حكومته صعوباتٍ عديدةً خصوصاً بعد اقتراب صدور القرار الظني في جريمة اغتيال الرئيس رفيق الحريري وإصرار وزراء حزب الله وحركة أمل والتيار الوطني الحر على طرح موضوع شهود الزور في القضية وطلب إحالتهم للمجلس العدلي، وأدى ذلك كله إلى إعلان وزراء تكتل الإصلاح والتغيير وحركة أمل وحزب الله في 12 يناير 2011 استقالتهم من الحكومة وذلك بعد وصول محاولات تسوية مشكلة المحكمة الدولية الخاصة بمحاكمة مرتكبي جريمة اغتيال رفيق الحريري -رئيس الوزراء الأسبق- إلى طريق مسدود مع رفضه عقد جلسة لمناقشة القضية، ولذلك وحسب بيان الاستقالة فإنها جاءت نتيجة للتعطيل الذي أصاب الجهود الرامية إلى تخطّي الأزمة الناتجة عن عمل المحكمة الدولية الخاصة بلبنان، كما اتهموا فريقه السياسي بالرضوخ للضغوط الخارجية لا سيما الأمريكية، وقد تبعهم في الاستقالة وزير الدولة عدنان السيد حسين الذي أعلن أن استقالته جاءت لتمكين المؤسسات من تشكيل حكومة جديدة تُلبّي طموحات الوحدة والاستقرار.، أدت استقالة الوزراء الأحد عشر إلى فقدان الحكومة نصابها الدستوري وبالتالي اعتبارها مستقيلة.

### رئاسته الحكومة الثانية
بعدَ انتخاب العماد ميشال عون رئيساً للجمهورية اللبنانية قامَ الأخيرُ بتكليفِ الحريري رسمياً لرئاسَةِ الحكومة وذلكَ في 11 نوفمبر من عام 2016، ونال الحريري 110 صوتاً من نواب البرلمان البالغ عددهم 126 بعد استقالة أحدِ النواب، وشكّل حكومته الثانية بعد 40 يوما من التكليف.

#### استقالته
في يوم الجمعة 3 نوفمبر 2017، توجه الحريري في زيارةٍ مُفاجئة إلى السعودية، ليعلن في اليوم التالي السبت 4 نوفمبر 2017 استقالة حكومته - في أثناء زيارته السعودية - في كلمةٍ مُتلفزةٍ مفاجئة بثتها قناة العربية، مما سبب صدمة في لبنان على المستويين الشعبي والسياسي. وهاجم الحريري في كلمته إيران وحزب الله مباشرة، معتبرًا أن الأجواء في لبنان تشبه الأجواء التي سبقت اغتيال والده رفيق الحريري، واعتبر أن إيران لم تضع يدها في أي مكان في الوطن العربي إلا وحل فيه الخراب والدمار، وأن حزب الله أصبح يوجه سلاحه باتجاه اللبنانيين والسوريين واليمنيين بدل إسرائيل، وأنه لمس محاولة لاغتياله وإنهائه. أمَّا كلمة الحريري فهي:
| سعد الحريري | إن إيران التي زرعت بين أبناء البلد الواحد الفتن وتطاولت على سلطة الدولة وأنشأت دولة داخل الدولة، وانتهى بها الأمر أن سيطرت على مفاصلها وأصبح لها الكلمة العليا والقول الفصل في شؤون لبنان واللبنانيين. أشير وبكل صراحة ودون مواربة إلى أن إيران لا تحل في مكان إلا وتزرع فيه الفتن والدمار والخراب ويشهد على ذلك تدخلاتها في البلاد العربية، في العراق وسوريا ولبنان والبحرين واليمن، ويدفعها لذلك حقد دفين على الأمة العربية ورغبة جامحة في تدميرها والسيطرة عليها، وللأسف وجدت من أبنائنا من يضع يده بيدها. أيها الشعب اللبناني العظيم لقد استطاع حزب الله للأسف فرض أمر واقع في لبنان بقوة سلاحه الذي يزعم أنه سلاح مقاومة وهو سلاح موجه إلى صدور إخواننا السورين واليمنيين واللبنانيين، وكل يوم يظهر لنا حجمها والتي أصبحنا نعاني منها، ليس على صعيد الداخل اللبناني فحسب بل على صعيد علاقتنا مع أشقانا العرب، وما خلية حزب الله في الكويت إلا دليلاً على ذلك. لقد أصبح لبنان محل الإدانات الدولية والعقوبات الاقتصادية بسبب إيران وذراعها حزب الله، لقد قرأنا جميعا ما أشار إليه رأس النظام الإيراني من أن إيران تسيطر على مصير دول المنطقة وأنه لا يمكن للعراق وسوريا و الخليج العربي القيام بأي خطوة مصيرية دون إيران والذي رددتُ عليه في حينه. أريد أن أقول لإيران وأتباعها أنهم خاسرون في تدخلاتهم بشؤون الأمة العربية وسوف تنهض أمتنا كما فعلت في السابق وسوف تقطع الأيادي التي امتدت عليها. وكما ردت عليكم في البحرين واليمن سوف ترد عليكم في كل جزء من أجزاء أمتنا الغالية وسيرتد الشر على أهله. لقد عاهدتكم أن أسعى لوحدة اللبنانين وإنهاء الانقسام السياسي وترسيخ النأي بالنفس، وترفعت عن الرد في حينه لمصلحة لبنان والشعب اللبناني وللأسف لم يزد ذلك إيران وأتباعها إلا توغلاً في شؤوننا الداخلية وفرض الأمر الواقع. أيها الشعب العظيم إن حالة الإحباط التي تسود بلادنا وحالة التشرذم وتغليب المصالح الخاصة على مصلحة الوطن واستهداف الأمن الإقليمي العربي من لبنان وتكوين عداوات لا يمكن الرضى بها تحت أي ظرف، وإني واثق أن هذه رغبة الشعب بكل طوائفه ومكوناته، إننا نعيش أجواء شبيهة بالأجواء التي سادت قبيل اغتيال الشهيد رفيق الحريري ولمست سراً ما يحاك لاستهداف حياتي، وانطلاقًا مما أؤمن به من مبادئ ثورة الأرز العظيمة ولأنني لا أرضى أن أخذل اللبنانيين أو أخالف تلك المبادئ أعلن استقالتي من رئاسة الحكومة مع يقيني أن إرادة اللبنانيين أقوى وعزيمتهم أصلب وسيكونون قادرين برجالهم ونسائهم التغلب على الوصاية عليهم من الداخل والخارج. أعدكم بجولة وجولات مليئة بالتفاؤل والأمل وأن يكون لبنان أقوى لا سلطان عليه إلا لشعبه العظيم يحكمه بالقانون وبوجود جيش واحد وسلاح واحد. | سعد الحريري |

وكان الحريري قد التقى قبل ذلك بيوم واحد، علي أكبر ولايتي، مستشار المرشد الإيراني للشؤون الدولية، الذي أعلن من السراي الحكومي أن إيران تحمي استقرار لبنان، الأمر الذي دفع بعض المحللين إلى القول بأن تصريحات ولايتي أثارت قلق الحريري بشأن تنامي نفوذ إيران وحليفها حزب الله في لبنان.

#### أسباب الاستقالة
قال موقع ليبانون ديبايت أن مصدرًا حكوميًا أفاد بأن خطاب الحريري سالف الذِكر يُعتبر مثابة طلاق نهائي مع حزب الله، الذي كان شريكه في الحكومة، وأن الحريري بات مقتنعًا بأن بقاءه في الحكومة ضرر كامل، ولا يخدم عملية الاستقرار، وإنه لو كان مقتنعًا أن بقاءه يخدم الاستقرار لما استقال. كما نبهت المصادر إلى أن الحريري بات مقتنعًا بأن ثمة شيئاً كبيرًا يحضَّر للبنان، وأن حزب الله وإيران يستغلان وجوده في الحكومة لأخذ الدولة اللبنانية إلى مغامرات كبرى يكون هو فيها «ورقة التوت التي تغطي مغامرات الحزب والمشروع الإيراني».
من جهةٍ أُخرى، غرَّد الحساب السعودي الشهير «مجتهد»، ونشر على حسابه على تويتر سلسلة من التغريدات للتعليق على استقالة الحريري، فقال أن السبب الحقيقي لذهاب الأخير للرياض هو حشره مع الأمراء ورجال الأعمال الذين أوقفتهم لجنة مكافحة الفساد مساء يوم السَبت 4 نوفمبر 2017 على خلفية تهم متعلقة بالفساد. وأن الهدف من وراء ذلك هو ابتزازه واستعادة الأموال التي لديه في الخارج، وأن الأمر ليس مرتبطًا بلبنان. كما قال مجتهد أن البيان الذي قرأه الحريري كُتب له ولم يكن مقتنعًا به ولا بمحتواه كما لم يكن مقتنعًا بإعلان الاستقالة من الرياض. وأضاف: «القصة ليست إلا قرار "عربجي" من قبل محمد بن سلمان لتبرير إبقائه في الرياض وابتزازه ماليًا حيث لا يستطيع إبقائه في الرياض وهو رئيس للوزراء، والجدير بالذكر أن سعد الحريري يحمل الجنسية السعودية ويحق للنظام السعودي التعامل معه كمواطن من الناحية النظامية وما يتبع ذلك من إجراءات». كما قال أن الحديث عن اغتيال الحريري غير صحيح، إذ ليس من مصلحة حزب الله اغتيال الحريري لأنه مفيد للحزب كون قيادته ركيكة بائسة ومضعفة جدًا لأهل السنة والجماعة في لبنان، وأن المخابرات السعودية ترى بأن الخطر على الحريري من الجماعات الجهادية أكبر من حزب الله لأنهم يرونه سببًا في إضعافهم أمام الحزب الأخير، وأن الحريري كان سعيدًا ومتفائلًا بلقائه الأخير مع ولايتي إذ «ليس عنده من الوعي والالتزام السني ما يكفي لإدراك خبث إيران». وفي يوم الإثنين 6 نوفمبر 2017، نفى وزير الخارجية السعودي عادل الجبير، ما قيل حول إجبار السعودية للحريري على الاستقالة، وحمَّل حزب الله مسؤولية الأزمة السياسية في لبنان. وقال الجبير في حديث لشبكة سي إن إن الإخبارية، إن حزب الله دفع الحريري للاستقالة «بأفعاله وباختطافه العملية السياسية في لبنان، وبتهديده الزعماء السياسيين»، وأن الحريري يمكنه مغادرة المملكة في أي وقت. كذلك، قال مصدر دبلوماسي لصحيفة «أيُّوب» اللُبنانيَّة أن مغادرة الحريري بيروت إلى الرياض ليست من قبل الإقامة الجبرية، وإنما يُعتبر أنه «خرج من المعتقل الذي وضعته فيه التسوية إلى الحرية في فضاء الموقف العربي المتمسك بالثوابت»، وأنَّ «الأيام المقبلة هي لتحرير لبنان من المعتقل الموجود فيه وإعادته إلى حرية القرار والسيادة الكاملة، فاستقالة الرئيس الحريري وإن جاءت متأخرة إلا أنها أسقطت القناع عن السجّان الذي يدير المعتقل في لبنان. لقد بات من يخطف لبنان وقراره عاريًا دوليًا وعربيًا وبات لزامًا على المجتمع الدولي العمل على تحرير لبنان». وفي يوم الثلاثاء 7 نوفمبر 2017، نشرت صحيفة المُستقبل اللُبنانية خبرًا يقول بأن الحريري غادر الرياض صباح ذلك اليوم، وتوجه إلى أبوظبي للقاء ولي العهد الإماراتي الشيخ محمد بن زايد آل نهيان. وفي وقتٍ لاحق ذكر حساب الشيخ سالف الذكر على تويتر أن الحريري استُقبل بالفعل في العاصمة الإماراتية، وأن اللقاء بُحثت فيها العلاقات بين لُبنان والإمارات، كما الأوضاع والتطورات في لبنان.
وكان أحد الدبلوماسيين العرب البارزين - الذي لم يُذكر اسمه - قد قال أن اختيار الرياض مكانًا لإعلان استقالة حكومة الحريري تمّ عن سابق تُصوّر وتصميم للتأكيد على قدرة المملكة العربية السعودية بالتأثير في الواقع السياسي اللبناني بعد أن «أخلَّت الأطراف المؤيدة لحزب الله بأسس التسوية التي أدت إلى انتخاب العماد ميشال عون رئيسًا للجمهورية وتأليف حكومة وحدة وطنية برئاسة الحريري، وتخلت عن التزاماتها بتحييد لبنان عن الصراعات القائمة، واستمرت في محاولاتها لإلحاقه بالحلف الإيراني واستعماله كمنطلق وقاعدة لاستهداف الدول العربية وخصوصًا الخليجية منها». كما قالت صحيفة اللواء اللبنانية أن مصدرًا أعلمها أن الإخلال بالتوازنات السياسية القائمة في لُبنان ومحاولة الاستقواء بسلاح حزب الله لمصادرة قرارات الدولة اللبنانية كانت إحدى الأسباب التي أدت إلى استقالة الحكومة الحريرية، في حين كان بالإمكان تجنّب هذه الخطوة «لو التزم رئيس الجمهورية بأسس التسوية وتصرف كرئيس فعلي للبلاد وعلى مسافة واحدة من كل الأطراف من دون الانحياز إلى هذا الطرف أو ذاك إلا بما يحقق مصلحة لبنان واللبنانيين». وفي يوم الخميس 9 نوفمبر 2017، نشرت عدَّة صحف وجرائد خبرًا منقولًا عن موقع «آمد نيوز» الإيراني المُعارض، مفاده أن الحريري تعرض للتهديد من قبل علي أكبر ولايتي، إذ قال لهُ الأخير أن فوضى إقليمية عارمة ستعم المنطقة، في حال لم ينفذ الحريري توصيات إيران المتعلقة بحزب الله في لبنان. وأشار الموقع الإيراني المذكور أنه حصل على تلك المعلومات من مصادر وصفها بالخاصة، ووفق تلك المصادر قيل أن ولايتي أشار إلى أن الرفض سيؤثر على حياة الحريري مباشرة، وسيكون مصيره كمصير والده رفيق الحريري. كما أكد موقع «آمد نيوز» أن ولايتي طلب خلال محادثاته مع الحريري أن يعلن بصفته رئيس الوزراء اللبناني تأييده العلني لحزب الله.
ردت إيران على تصريحات الحريري عبر لسان علي أكبر ولايتي الذي قال أن تصريحات الحريري «إملاءات سعودية»، وأن الأخير لم يقل أبدًا خلال لقائهما «لا تتدخلوا في شوؤن لبنان»، وأن محادثتهما لم تكن حادة ومشوبة بالتهديد والتحدي، بل تناولت قضايا المنطقة. وأضاف: «لقد تبين أن كلامه هذا جاء بإملاءات السعوديين غير المستعدين لأن يعيش لبنان الأمن والاستقرار والصداقة مع إيران». وأشار ولايتي إلى أن الحريري أراد التوسط بصورة ما بين إيران والسعودية، قائلًا: «أكدنا له أنه لا مشكلة لنا مع المملكة، ولكن أن يقوم السعوديون بقصف اليمن لأكثر من عامين وفرض الحصار عليه، وإصابة 700 ألف بالكوليرا، هي قضايا لا علاقة لها بالسياسة، ولابد أن يتفاوضوا مع اليمنيين من أجل هذه القضايا الإنسانية». وأشار أيضًا: «لقد قال الحريري إن ولايتي لم يهددني. نعم، لم يكن هنالك داع لأهدده. نحن رحبنا بالتوافق الذي حصل بين فريقي 14 و 8 آذار حيث توصلا بعد فترة طويلة إلى اتفاق وشكلا الحكومة». ومن جهته رفض المتحدّث باسم الخارجية الايرانية بهرام قاسمي تصريحات الحريري ضد إيران قائلًا: «تكرار رئيس الوزراء اللبناني المستقيل الاتهامات الصهيونية والسعودية والأمريكية الواهية ضد إيران تثبت أن الاستقالة أيضًا سيناريو آخر لإثارة توتر جديد في لبنان والمنطقة». وأضاف قاسمي: «الاستقالة المفاجئة للحريري وإعلانها في بلد آخر تثبت أنه يلعب في الساحة التي أعدّها أعداء المنطقة فالمستفيد في الساحة ليس الدول العربية والإسلامية بل الكيان الصهيوني الذي يعيش في المنطقة على إثارة التوترات في الدول الإسلامية و بينها». رد الحريري على الكلام الإيراني من خلال مكتبه الإعلامي، فقال أنه لم يعرض التوسط بين أي بلد وآخر، بل عرض على ولايتي وجهة نظره بضرورة وقف تدخلات إيران في اليمن كمدخل وشرط مسبق لأي تحسين للعلاقات بينها وبين السعودية، فقال ولايتي أنه يرى الحوار حول الأزمة اليمنية مدخلًا جيدًا لبدء الحوار بين إيران والمملكة، فرد الحريري بأن قضية اليمن تأتي قبل الحوار، وأنه يرى بأن حل المشكلة في اليمن هو المدخل الوحيد قبل بدء أي حوار بين الطرفين.
شكك الكاتب البريطاني روبرت فيسك في أن تكون استقالة الحريري، قد أُعد لها سابقًا، وأشار إلى أنه قبل ذهاب الأخير للسعودية كان يُخطط لعقد لقاءات مع مع مسؤولين في البنك الدولي وصندوق النقد الدولي علاوة على عدة اجتماعات بخصوص تحسين جودة مياه الشرب في البلاد. ونشر فيسك في جريدة الإندبندنت مقالًا بعنوان «استقالة سعد الحريري من رئاسة الوزارة اللبنانية ليست كما تبدو»، وقال فيها أنَّ سعد الحريري لم يكن يتوقع شخصيًا استقالته بهذا الشكل، وأنه عندما حطت طائرة الحريري في الرياض أحاط بها عدد كبير من رجال الشرطة الذين ما لبثوا أن صعدوا على متنها وصادروا هاتف الحريري النقال وجميع أجهزة الاتصال التي بحوزة حرسه ومرافقيه، وهكذا أسكتوهم جميعًا. وقال فيسك أيضًا أن الغاية من وراء احتجاز الحريري هي تقويض الحكومة اللبنانية والإطاحة بحزب الله فيها ثم بدء حرب أهلية جديدة في لبنان، لكنه اعتبر إن هذا الامر لن يفلح على حد تعبيره، لأن كل الأحزاب السياسية في البلاد وبينهم حزب الله يطالبون بأمر واحد فقط وهو عودة الحريري من السعودية. بالإضافة إلى ذلك، نشرت جريدة الأخبار اللبنانية تقريرًا كشفت فيه من خلال مصادرها عن اللحظات الأولى لوصول الحريري للسعودية، وما جرى معه قبل تقديم الاستقالة وبعدها. فقالت أنه ما أن وصل للرياض حتَّى طلب منه التوجه إلى مجمع «ريتز كارلتون» الفندقي لعقد اجتماعات، تمهيدًا لانتقاله إلى قصر اليمامة للقاء الملك سلمان. ولدى وصوله إلى الفندق، فوجئ بإجراءات أمنية استثنائية، ليدرك، بعد دقائق، أنه بات بحكم الموقوف. ثُمَّ نُقل إلى إحدى الڤيلات التابعة للمجمع، وليس إلى الفندق حيث احتجز نحو 49 أميرًا ووزيرًا ورجل أعمال سعوديًا من الذين استُدعوا إلى الرياض على وجه السرعة لعقد لقاءات عمل مع الملك وولي العهد، ليتم توقيفهم رهن تحقيقات تتعلق بتهم الفساد. كما قالت الصحيفة سالفة الذِكر أن الحريري وضع في مكان منفصل عن مكان إقامة عائلته، وأن فريق أمني سعودي يتولَّى الإشراف على أمنه، كما هي حال الأمراء والوزراء السعوديين الموقوفين. وعن تفاصيل الاستقالة، قالت الصحيفة إن الحريري التقى مسؤولًا أمنيًا سعوديًا بارزًا - لم تُسمه - إضافة إلى لقاء آخر مع ثامر السبهان، وزير الدولة السعودي لشؤون الخليج، الذي سلَّمه بيان الاستقالة مكتوبًا من الديوان الملكي.
في يوم الجمعة 10 نوفمبر 2017، نشرت الصحيفة الفرنسية الاستقصائية «ميديا بارت» (بالفرنسية: Media Part) تقريرًا عن وجود صلة بين استقالة الحريري وحملة اعتقال الأمراء والوزراء وكبار المسؤولين السعوديين. وذكرت الصحيفة أن التحقيقات مع الحريري تدور حول شبهة غسيل أموال تورطت بها شركة سعودي أوجيه، التي ورثها الحريري عن والده، والتي كانت تتولى القيام بالمشاريع العمرانية الكبرى في المملكة، إلى جانب شركة مجموعة بن لادن. وقال كاتب المقال جان بيار بيران أنه حصل على معلوماتٍ تفيد بأن ولي العهد السعودي محمد بن سلمان يأمل من حملة الاعتقال أن يستعيد ما قيمته 100 مليار دولار، وهي أموال حصلت عليها شخصيات نافذة أطلق عليها اسم «جماعة عبد الله»، في إشارة إلى الملك السعودي الراحل عبد الله بن عبد العزيز. وقيل أن تلك الأموال حصلت عليها الشخصيات المذكورة قبل وفاة الملك سالف الذِكر، وغُسل قسم كبير منها في شركتي سعودي أوجيه - التي أعلنت إفلاسها في شهر يوليو 2017 - ومجموعة بن لادن - التي تتخبط في أزمات مالية بعد حادثة انهيار الرافعة في الحرم المكي في موسم الحج سنة 2015. وذكر التقرير إن احتجاز سعد الحريري في السعودية يأتي من منطلق تعامله كمواطن سعودي وشاهد عيان في التحقيق الجاري، والذي أوضح المدعي العام السعودي إنه نتيجة 3 سنوات من التحقيق.
وفي يوم الأحد 12 نوفمبر 2017، ظهر الحريري في مُقابلةٍ تلفزيونيَّة من دارته في الرياض، على شاشة تلفزيون المستقبل مع الإعلامية بولا يعقوبيان، حيثُ قال أن استقالته كانت فعليًا لمصلحة لبنان واللبنانيين، وشدد على أن هذه الاستقالة جاءت بعد أن تحاور وتحدث مع جميع الأطراف حول المخاطر التي تهدد لبنان، من عقوبات أمريكية وعربية. كما شدد أن التهديد الأمني لشخصه حقيقي وواقعي، وأن النظام السوري لا يريده في موقعه وكذلك العديد من الأفرقاء اللبنانيين، وأنه اضطر بسبب ذلك إلى اتخاذ اجراءات معينة ووضع شبكة أمان ودراسة وضعه الأمني بشكل يمكنه من معرفة أنه ليس مخترقًا. كما قال أنه يعمل على زيادة العديد الأمني، ويتحدث مع شعبة المعلومات في قوى الأمن الداخلي في هذا الخصوص، التي ستعقد اجتماعات مع الأمن الخاص والجيش حتى يعود إلى لبنان. وأشار أيضًا إلى أنه ليس ضد حزب الله كحزب سياسي، ولكنه يناهضه عندما يلعب دورًا خارجيًا يؤدي إلى خراب لبنان وغيره من الدول العربية. وقال أيضًا أن بيان الاستقالة من كتابته شخصيًا وليس كما قال البعض من أنه سُلِّم له، وسبب ذلك - بحسب ما قال - رغبته بإحداث صدمة إيجابية من أجل أن اللبنانيين مدى الخطر الذي تتعرض له الدولة «لأننا لا نستطيع أن نكمل بطريقة نقول فيها مثلا أننا نريد أن ننأى بأنفسنا، وفي نفس الوقت نقول أننا ضد أو نرى فريًقا في لبنان متواجدًا في اليمن أو في أماكن أخرى، أو ننجر إلى علاقات مع النظام السوري، وهذا موضوع لن أقوم به...». وأكد الحريري أنه سيعود إلى لبنان وأنه على استعداد أن يُضحي لأجل البلاد، بشرط أن يُضحي الجميع أيضًا بحيث لا تكون التسويات السياسية على حساب طرف دون آخر دائمًا. وحول ما إذا كان غير حر بتحركاته قال الحريري أنه بحال رغب بالسفر فيسافر في اليوم التالي، ولكن ما يدفعه للبقاء هو أمن عائلته، وأنه يتخذ الوقت اللازم ليؤمن نفسه ثم يعود إلى لبنان خلال أيام.

#### مبايعة بهاء الدين الحريري
نشرت جريدة الأخبار اللُبنانيَّة مقالًا يوم الخميس 9 نوفمبر 2017 قالت فيه أن مصادرها قالت بأن ولي العهد السعودي محمد بن سلمان قرر استدعاء بهاء الدين الحريري - شقيق سعد الدين الحريري - إلى الرياض، وإبلاغه قرار المملكة مبايعته زعيمًا لتيار المستقبل. كما قالت الجريدة المذكورة أن السفير السعودي في بيروت، وليد اليعقوبي، أجرى اتصالات بأفراد من عائلة الحريري، شملت نازك الحريري زوجة رئيس الوزراء الأسبق رفيق الحريري، والنائب بهية الحريري وولدها أحمد، وأبلغتهم رسالة عاجلة مفادها أن القرار اتخذ بتولية بهاء الزعامة، وأن عليهم الحضور إلى السعودية لمبايعته، إلى جانب سعد الذي وافق على الأمر مقابل إطلاق سراحه، على أن ينتقل للعيش في أوروبا ويعتزل العمل السياسي. إلا أن آل الحريري وبعد تلقيهم هذه المعلومات، قرروا التريث في الإجابة، فأجابت نازك الحريري المتصلين بها بأن «الوقت ليس للكلام وإن شاء الله خيرًا»، في المقابل أقفل بهاء الحريري الموجود في الرياض هاتفه، بعدما كان قد أجاب على متصل به من بيروت بأنه لا يعرف ما الذي يجري وأنه غير معنيّ بأي نقاش في الفترة الراهنة، وفق ما ذكرته الصحيفة. وفي نفس اليوم نشر موفع ليبانون ديبايت مقالًا استند إلى معلومات منقولة عن مصادر مقربة من آل الحريري، جاء فيه أن بهاء الدين سالف الذكر اتصل بنازك الحريري طالبًا رضاها من أجل مبايعته ليكون الوريث السياسي لرفيق الحريري، فسألته إن اتصل بشقيقه واطمأن عليه فأجاب بالنفي، فطلبت منه أن يتحدث معه أولًا قبل الحديث في أي شيء. وأشار الموقع المذكور أنه ما أن تسرَّب خبر نيّة السعودية مبايعة بهاء الحريري على مقعد الوريث السياسي لوالده رفيق الحريري بدلًا عن شقيقه سعد، بادر الأول إلى إعادة تفعيل صفحته الرسمية على موقع فيسبوك بعد أن هجرها لسنوات، إذ كانت آخر تدوينة له عام 2012.
وفي يوم الأربعاء 15 نوفمبر 2017، ذكرت صحيفة واشنطن بوست - نقلًا عن وكالة أسوشيتد برس - أن بهاء الحريري خرج عن صمته وأعلن تأييده لِشقيقه في قرار الاستقالة، كما انتقد إيران وحزب الله بالسعي إلى السيطرة على لبنان، وأعرب عن امتنانه للسعودية على «عقود من الدعم» للمؤسسات الوطنية في لبنان.

#### ماراثون بيروت 2017
في يوم الأحد 12 نوفمبر 2017، انطلق سباق «بلوم بيروت ماراثون 2017» السنوي الخامس عشر بمشاركة عشرات الآلاف من الأشخاص من لُبنان والخارج، واتخذت هذه النسخة من الماراثون شعارًا لها هو: «عودة رئيس مجلس الوزراء سعد الحريري إلى لبنان»، بناءً على دعوة من رئيس الجمهورية ميشال عون. وتحت هذا العنوان، رفع متسابقون صور الحريري وذيلت بـ«أننا معك»، و«ننتظرك في لبنان» و«كلنا سعد الحريري». وشاركت في هذا الماراثون بعض الشخصيات السياسية والعسكرية والأمنية اللبنانية مثل العميد شامل روكز الذي قال: «رئيس الحكومة سعد الحريري يمثل كرامة لبنان وما يحصل اليوم غير مقبول». كما قال رئيس الجمهورية: «ليكن ماراثون بيروت تظاهرة رياضية وطنية للتضامن مع الرئيس الحريري ومع عودته إلى وطنه».

#### الدعوة الفرنسية
أصدرت الرئاسة الفرنسية بيانًا في يوم الأربعاء 15 نوفمبر 2017 قالت فيه أن الرئيس الفرنسي إيمانويل ماكرون دعا الحريري وأسرته إلى فرنسا، بعد إجراء حديثٍ معه ومع وليّ العهد السعودي الأمير محمد بن سلمان. وقال الرئيس الفرنسي إلى أنَّ هذه الدعوة ما هي إلا دعوة زيارة فقط لبضعة أيام فقط، وأنها لا تتعلق بتاتًا بلجوء الحريري إلى فرنسا. وفي اليوم التالي، أي الخميس 16 نوفمبر 2017، أعلن وزير الخارجية الفرنسي جان إيف لودريان - من الرياض - أن الحريري قبل الدعوة الفرنسية للذهاب إلى فرنسا مع أسرته. وقالت وكالة رويترز أن مصدرًا مقربًا من الحريري أعلمها أن الأخير يتوقع مغادرة الرياض إلى باريس في غضون 48 ساعة، ثم يتجه إلى بيروت ليقدم استقالته رسميًا إلى رئيس الجمهورية. وأكَّد وزير الخارجية الفرنسي لصحفيَّيْن اثنين أن ولي العهد السعودي محمد بن سلمان أُبلغ بموافقة الحريري على الذهاب إلى فرنسا، من دون أن يحدد موعدًا لهذه الزيارة. وفي صباح يوم السبت 18 نوفمبر 2017، وصل الحريري إلى باريس برفقة زوجته لارا وابنه حسام، وفقًا لما ذكره الموقع الرسمي لتيار المستقبل، حيثُ استقبله الرئيس الفرنسي «بالتشريفات اللائقة برئيس حكومة». وقالت الرئاسة اللبنانية أن الحريري اتصل بالرئيس ميشال عون وأبلغه أنه سيعود إلى بيروت الثلاثاء في 21 نوفمبر 2017، للمشاركة باحتفالات عيد الاستقلال في اليوم التالي، كما اتصل برئيس مجلس النواب نبيه برّي وأكد حضوره في الميعاد المذكور.

#### الوساطة المصرية
ذكرت صحيفة الأخبار اللبنانية يوم الثلاثاء 21 نوفمبر 2017، أنها علمت من مصادر دبلوماسية أن فرنسا تسعى مع مصر لوساطة مع السعودية تُبقي سعد الحريري في منصبه كرئيس للحكومة اللبنانية. وقيل أن مسؤولين فرنسيين ومصريين يرافقون الرئيس المصري عبد الفتاح السيسي إلى نيقوسيا للمشاركة في القمة المصرية القبرصية اليونانية، التقوا مساء يوم 20 نوفمبر في المدينة المذكورة حيثُ تباحثوا في هذه النقطة. وقالت تلك المصادر أن فرنسا كانت تلح على بقاء الحريري في منصبه، واعتبرت أنه يمكن إدخال تعديلات تعزز وضعه داخل الصيغة اللبنانية، وأبدت خشية كبيرة من حصول فراغ حكومي يؤثر على الاستقرار السياسي والأمني والاقتصادي في لبنان. كما قيل أن الرئيس المصري يدعم هذا التوجه، وإن مفاوضات تجري بين القاهرة والإمارات العربية المتحدة والسعودية لهذه الغاية، بعد أن تبين أن اللبنانيين والعواصم العربية والدولية يتمسكون ببقاء الحريري. وفي يوم الثلاثاء المذكور، قابل الحريري الرئيس المصري في القصر الجمهوري بالقاهرة، وقال أنه تطرق خلال اللقاء مع السيسي إلى استقرار لبنان، وأنه يأمل «أن يكون هناك نأي بالنفس في لبنان عن كل السياسات الإقليمية».

#### الاستقالة بين الرفض والقبول
في 14 نوفمبر قال الرئيس اللبناني ميشال عون مستقبلًا رئيس وأعضاء المجلس الوطني للاعلام المرئي والمسموع وأصحاب المؤسسات الاعلامية المرئية والمسموعة في قصر بعبدا أنه «لا شيء يبرر عدم عودة رئيس مجلس الوزراء سعد الحريري إلى بيروت، بعد مرور 12 يومًا على إعلانه من الرياض استقالته، وعليه، فإننا نعتبره محتجزًا وموقوفًا وحريته محددة في مقر احتجازه» مشددًا على أنه «لا يمكن أن نقبل الاستقالة والرئيس الحريري محتجز أو خارج لبنان». وقال عون: «إن ما حصل ليس إستقالة حكومة بل إعتداء على لبنان وعلى استقلاله وكرامته وعلى العلاقات التي تربط بين لبنان والسعودية»، مشيرًا إلى أن «تقديم الاستقالة على النحو الذي تم فيه يشكل سابقة، ذلك أن استقالة الحكومات لها أصولها ومفاعيلها ومنها القيام بتصريف الأعمال إلى حين تشكيل حكومة جديدة كي لا يحصل فراغ في السلطة». كذلك في لقاء مع القائم بالأعمال السعودي وليد بخاري وسفراء دول «مجموعة الدعم من أجل لبنان» أكد عون علی أن «من غير المقبول الطريقة التي حصلت فيها استقالة الرئيس سعد الحريري» و«بت هذه الاستقالة ينتظر عودة الرئيس الحريري، والتأكد من حقيقة الاسباب التي دفعته إلى إعلانها». كما قال رئيس مجلس النواب نبيه بري: «الإستقالة لم تقدَّم وفق الأصول، وبالتالي الحكومة ما زالت قائمة والوزراء ما زالوا «كاملي الأوصاف» ويمارسون مهامّهم بالكامل».
بينما أكد اللواء أشرف ريفي أن «عدم قبول استقالة الرئيس الحريري خلافًا لإرادته، يشكِّل اعتداءً على صلاحيات رئاسة الحكومة، حيث ينص الدستور على أن الحكومة تُعتبر مستقيلة عند استقالة رئيسها، فعندما يتقدم رئيس الحكومة باستقالته علنًا، يصبح من واجب رئيس الجمهورية الدستوري أن يقبل الاستقالة وأن يعتبر الحكومة مستقيلة وتصرف الأعمال».

#### العودة إلى لبنان والتراجع عن الاستقالة
عاد الحريري إلى بيروت يوم الأربعاء 22 نوفمبر 2017 للمشاركة باحتفال عيد الاستقلال كما سبق وأعلن. وبعد أن قابل رئيس الجمهورية ميشال عون، أعلن أنه سيتريث في تقديم استقالته وذلك بناءً على تمني رئيس الجمهورية عليه، حيثُ قال: «عرضت استقالتي على فخامة الرئيس وتمنى عليّ التريث في تقديمها والاحتفاظ بها لمزيد من التشاور في أسبابها وخلفياتها السياسية فأبديت تجاوبي مع التمني»، وقال أيضًا: «أتطلع إلى شراكة حقيقية بين القوى السياسية في تقديم مصلحة لبنان على أي مصالح أخرى وأطلب من الجميع الإلتزام بسياسة النأي بالنفس عن النزاعات الإقليمية وكل ما يسيء إلى العلاقات الاخوية مع الأشقاء العرب». بعد ذلك توجه الحريري إلى مقر إقامته في بيت الوسط بوسط بيروت حيث تجمهر العديد من الناس لتحيته، فخاطبهم وتوجه لهم بالشكر، فقال: «شكرًا لكل واحد منكم، لكل لبناني ولبنانية فهم أهمية المحافظة على استقرار بلدنا والأمان لأهلنا في كل لبنان. أنا سأقول لكم الحمد الله على سلامة لبنان والحمد الله على لبنان واللبنانيين. أنا باقٍ معكم وسأكمل معكم، باقون سويًا وسنكمل سويًا لنكون خط الدفاع عن لبنان واستقراره وعروبته. سترونني في عكار والمنية والضنية وطرابلس والقلمون وكل الشمال. في البقاع كل البقاع وصيدا والجنوب وكل الجنوب وفي الإقليم وفي الشوف وجبل لبنان في كل جبل لبنان لندافع عن بلدنا وحريته وعروبته واستقراره. انتم في بيتكم في بيت الوسط نحن أهل الوسط وأهل الاعتدال وأهل الاستقرار. ليس لدينا أغلى من بلدنا ومبدأنا لا يتغير وشعارنا سيبقى لبنان أولًا».

## استقالته من رئاسة الحكومة اللبنانية
في الساعة 16:00 من يوم الثلاثاء 29 أكتوبر 2019 بالتوقيت المحلي أعلن رئيس الوزراء اللبناني سعد الدين الحريري من بيت الوسط أنه ذاهب إلى قصر بعبدا لتقديم استقالة الحكومة إلى رئيس الجمهورية ميشال عون استجابة للشعب اللبناني بعد احتجاجات استمرت 13 يوماً قبل أن يتقدم الحريري باستقالته.

## حياته الأسرية
متزوج من لارا العظم وهي سورية الجنسية وابنة بشير العظم أحد أهم المقاولين السوريين في السعودية، ولديهما من الأبناء:
- حسام الدين.
- لولوة.
- عبد العزيز.

## وصلات خارجية
- سعد الحريري على موقع الموسوعة البريطانية (الإنجليزية)
- سعد الحريري على موقع مونزينجر (الألمانية)
- الموقع الرسمي. نسخة محفوظة 29 أبريل 2010 على موقع واي باك مشين.
- أخبار سعد الحريري في الموقع الرسمي لتيار المستقبل.
- سعد الحريري من موسوعة الجزيرة.
- بي بي سي عربي: من هو سعد الحريري رئيس الوزراء اللبناني المستقيل؟

| المناصب الحزبية السياسية | المناصب الحزبية السياسية                                  | المناصب الحزبية السياسية |
| ------------------------ | --------------------------------------------------------- | ------------------------ |
| سبقه رفيق الحريري        | زعيم حزب تيار المستقبل 2005–الحاضر                        | الحالي                   |
| المناصب السياسية         |                                                           |                          |
| سبقه فؤاد السنيورة       | رئيس وزراء الجمهورية اللبنانية 2009–2011                  | تبعه نجيب ميقاتي         |
| سبقه تمَّام بك سلام        | رئيس وزراء الجمهورية اللبنانية 2016–2019 2016–أكتوبر 2019 | تبعه حسان دياب           |